# Mark Kirk
Mark Steven Kirk (Champaign, 15 settembre 1959) è un politico statunitense, senatore per lo stato dell'Illinois dal 2010 al 2017 e in precedenza membro della Camera dei Rappresentanti per lo stesso stato dal 2001 al 2010.

## Biografia
Nato a Champaign, Kirk si laureò in legge e lavorò brevemente come insegnante, per poi arruolarsi nelle riserve dell'esercito.
In seguito Kirk fu un collaboratore del deputato John Edward Porter e per alcuni anni lavorò anche all'interno del Dipartimento di Stato. Nel 2000 si candidò alla Camera dei Rappresentanti con il Partito Repubblicano e riuscì ad essere eletto di misura. Fu poi riconfermato dagli elettori per altri quattro mandati.
Nel 2010 annunciò la propria candidatura al Senato per il seggio che era stato di Barack Obama e riuscì a vincere di misura contro l'avversario democratico Alexi Giannoulias.
Nel gennaio del 2012 Kirk fu colpito da un ictus e subì un delicato intervento chirurgico seguito da un lungo percorso riabilitativo. Kirk tornò al Congresso circa un anno e mezzo dopo.
Nel 2016 si presentò alle elezioni per un secondo mandato, ma venne sconfitto dalla deputata democratica Tammy Duckworth e lasciò così il seggio dopo sei anni.
Ideologicamente Kirk si configura come un moderato ed è stato il secondo senatore repubblicano a supportare i matrimoni omosessuali.